# Labutí píseň (film, 2021)
Labutí píseň (v anglickém originále Swan Song) je americký sci-fi dramatický film z roku 2021. Režie a scénáře se ujal Benjamin Cleary. Hlavní role hrají Mahershala Ali, Naomie Harris, Awkwafina, Glenn Close a Adam Beach. Děj filmu se odehrává v budoucnosti, Ali hraje postavu manžela a otce, který je diagnostikován smrtelnou chorobou, ale dostává nabídku na vyřešení situace, a to nahradit sebe klonem. Film měl premiéru na Apple TV+ dne 17. prosince 2021. Mahershala Ali získal za roli nominaci na Black Reel Awards, NAACP Image Awards a Zlatý glóbus.

## Obsazení
- Mahershala Ali jako Cameron Turner
- Naomie Harris jako Poppy Turner
- Awkwafina jako Kate
- Glenn Close jako Dr. Scott
- Adam Beach jako Dalton